# 42ª Divisione fucilieri motorizzata delle guardie "Jevpatorija"
La 42ª Divisione fucilieri motorizzata delle guardie "Jevpatorija" (in russo 42-я гвардейская мотострелковая Евпаторийская дивизия?, 42-ja gvardejskaja motostrelkovaja Evpatorijskaja divizija, unità militare 27777) è un'unità di fanteria meccanizzata delle Forze terrestri russe, subordinata alla 58ª Armata combinata delle guardie del Distretto militare meridionale e con base a Chankala nel distretto di Groznyj.

## Storia

### Unione Sovietica
L'unità venne costituita il 16 luglio 1940 presso Vologda come 111ª Divisione fucilieri, a partire dalla 29ª Brigata fucilieri della riserva. Mantenuta a ranghi ridotti per un anno, dopo lo scoppio dell'operazione Barbarossa venne rinforzata con circa 6000 reclute e alla fine di giugno 1941 schierata nella regione di Pskov. Qui la divisione venne impiegata per la difesa delle fortificazioni di Ostrov e Pskov, subendo lo sbarramento di artiglieria nemico direttamente presso la stazione di scarico del personale. Il 10 luglio venne ucciso in battaglia il comandante, colonnello Ivanov.
Nei mesi successivi si ritirò gradualmente insieme alle altre unità dell'Armata Rossa in direzione di Leningrado, partecipando ai contrattacchi russi dell'inverno 1941-1942 nell'area della città. Per il valore dimostrato in combattimento, il 17 marzo 1942 venne promossa a unità delle guardie, diventando la 24ª Divisione fucilieri delle guardie. Nell'agosto del 1942 fu assegnata all'8ª Armata, con la quale prese parte all'offensiva di Sinjavino. Ad ottobre venne ritirata dalla prima linea e trasferita alla 2ª Armata delle guardie. A partire da dicembre venne nuovamente impiegata in al fronte, combattendo nella battaglia di Stalingrado in seguito al tentativo tedesco di liberare la 6. Armee accerchiata in città.
Nel corso del 1943 passò all'offensiva, partecipando all'offensiva del Donbass e all'offensiva di Melitopol' fino a raggiungere il Dnepr e la costa del Mar Nero. Nel febbraio del 1944 fu schierata nell'istmo di Perekop, da dove prese parte alla battaglia di Crimea. Per il successo nella liberazione di Jevpatorija, la divisione venne intitolata alla città il 24 aprile 1944. Per la conquista di Sebastopoli venne invece insignita dell'Ordine della Bandiera Rossa il 10 luglio dello stesso anno. Successivamente riassegnata al 1º Fronte baltico, a partire da luglio 1944 partecipò all'offensiva di Šiauliai, alla battaglia di Memel e all'offensiva della Prussia Orientale. Nell'aprile del 1945 venne impiegata durante la conquista di Königsberg.
Dopo il termine della seconda guerra mondiale la divisione venne ritirata nella regione di Brjansk. Il 10 giugno 1957 fu riorganizzata, ottenendo l'attuale denominazione di 42ª Divisione fucilieri motorizzata delle guardie (unità militare 29410), presso Groznyj. Nel 1960 divenne una divisione d'addestramento, mentre il 14 settembre 1987 fu rinominata 173º Centro di addestramento delle guardie (unità militare 28320).

### Federazione Russa
Durante il crollo dell'Unione Sovietica il centro è stato sciolto e il suo equipaggiamento ritirato dalla Cecenia fra settembre e dicembre 1991. Tuttavia, a causa di corruzione, estorsione e furti, gran parte dei mezzi militari e delle armi sono finiti nelle mani dei separatisti ceceni di Džochar Dudaev. In totale sono passati di mano 42 carri armati, 34 veicoli da combattimento, 14 veicoli trasporto truppe, 139 pezzi d'artiglieria, 101 armi controcarro, 27 sistemi contraerei, 2 elicotteri e svariate tonnellate di munizioni, carburante, cibo e uniformi.
La divisione è stata riattivata nel dicembre 1999 al confine con la Cecenia, presso l'attuale sede di Chankala, ed è stata impiegata nel corso della seconda guerra cecena. Nell'agosto del 2008 ha preso inoltre parte alla seconda guerra in Ossezia del Sud. Nel 2009 è stata sciolta, e al suo posto sono state formate tre brigate autonome: l'8ª, la 17ª e la 18ª Brigata fucilieri motorizzata. Nel 2016 la divisione è stata nuovamente ricostituita a partire dalle brigate preesistenti.

#### Guerra russo-ucraina
Nel 2021 è stata schierata in Crimea in previsione dell'invasione russa dell'Ucraina. Ha preso parte alle prime fasi della guerra avanzando dalla penisola attraverso le oblast' di Cherson e di Zaporižžja. Il 70º Reggimento ha subito gravi perdite, fra cui il comandante, nelle prime settimane di guerra nella regione di Donec'k. Fra aprile e maggio è stato supportato da due BTG della 40ª e della 155ª Brigata fanteria di marina nella cattura di alcuni villaggi a sud di Velyka Novosilka. Il 12 marzo e il 9 aprile sono stati uccisi in combattimento i due vice comandanti del 291º Reggimento, tenenti colonnello Dibir Dibirov e Dmitrij Orechov. Secondo l'intelligence ucraina il personale della divisione è stato coinvolto in crimini di guerra contro la popolazione civile nell'Ucraina meridionale. La divisione è stata in seguito rinforzata con circa 400 uomini provenienti dalla Rosgvardia, e successivamente con due battaglioni ceceni reclutati da Ramzan Kadyrov nel giugno 2022 facenti parte del SOBR "Akhmat". Il 9 settembre è stato ucciso in azione il comandante di un battaglione del 70º Reggimento, tenente colonnello Dmitrij Kočetkov. In seguito alla mobilitazione parziale indetta in Russia nel settembre 2022 la divisione è stata rinforzata dal 1251º, 1429º, 1430º e 1455º Reggimento fucilieri motorizzato (unità militare 29681, 95369, 95370 e 95397), reclutati rispettivamente in Ciuvascia, nella città di Mosca, nell'oblast' di Mosca e nel Circondario federale degli Urali. All'inizio del 2023 la divisione, insieme alla 150ª Divisione fucilieri motorizzata, ha preso parte alla battaglia di Mar"ïnka. Durante questi combattimenti, il 2 febbraio, ha perso la vita il vice comandante della divisione, colonnello Vitalij Šopaga, resosi direttamente responsabile della tortura di diversi prigionieri di guerra e civili ucraini. Due settimane dopo è morto un vice comandante di battaglione del 291º Reggimento, maggiore Jurij Archipov. Il 15 e il 30 maggio sono rimasti uccisi i comandanti di un battaglione del 71º Reggimento e del reggimento stesso, i tenenti colonnello Mustafa Bokov e Michail Nikilin.
A partire dall'inizio di giugno 2023 la divisione è stata impiegata per contrastare la controffensiva estiva ucraina, operando lungo la direttrice Orichiv-Tokmak con la 19ª Divisione fucilieri motorizzata. Il 14 giugno è stato ucciso da un bombardamento d'artiglieria ucraino il comandante del 291º Reggimento, tenente colonnello Oleg Kudrjavcev. Alla fine di luglio il collasso del 70º Reggimento ha permesso alle truppe ucraine di occupare il settore a est del cruciale villaggio di Robotyne, successivamente liberato dalla 47ª Brigata meccanizzata. Nel corso di questi combattimenti il 70º e 71º Reggimento sono stati promossi a unità delle guardie, rispettivamente il 25 e il 9 agosto. A settembre il comandante del 70º Reggimento, colonnello Ivan Kleščerëv, è stato insignito del titolo massimo di Eroe della Federazione Russa. Dopo una lunga battaglia, a ottobre il 71º Reggimento è stato costretto a ritirarsi verso l'interno dell'insediamento di Novoprokopivka. In seguito al rallentamento delle operazioni offensive ucraine la divisione è stata rischierata sul fianco ovest di Robotyne, presso Kopani. Per ripianare le perdite l'unità ha assorbito personale mobilitato proveniente dal 1152º e 1154º Reggimento fucilieri motorizzato (unità militare 29542 e 29544). Inoltre il 1429º, 1430º e 1455º Reggimento sono stati largamente impiegati nel contrasto alla controffensiva ucraina, e i primi due sono stati promossi a unità delle guardie il 25 gennaio 2024.
In questo settore del fronte a metà febbraio 2024 i reparti della divisione, equipaggiati anche con alcuni vecchi carri armati T-55, sono tornati all'attacco, venendo respinti dalla 65ª Brigata meccanizzata con gravi perdite. Nei giorni successivi, supportata dalla 136ª Brigata fucilieri motorizzata, la divisione è riuscita a costringere la 117ª Brigata meccanizzata a cedere posizioni fra Robotyne e Verbove. Il 70º e il 71º Reggimento hanno continuato ad attaccare Robotyne fino alla fine di marzo, utilizzando "moderne cariche banzai" e subendo numerose perdite di veicoli da combattimento ad opera della 118ª Brigata meccanizzata. Fonti russe hanno riportato che a causa dei continui fallimenti nel settore di Robotyne, il 13 aprile il comandante del 70º Reggimento è stato rimosso dall'incarico. Le gravi perdite subite dalla divisione sono state ripianate integrando soldati mobilitati provenienti dal 349º Reggimento fucilieri motorizzato "Akhmat-Russia" e dal 1434º Reggimento fucilieri motorizzato "Akhmat-Cecenia" (unità militare 11051 e 95374). L'unità è quindi riuscita a mantenere la propria capacità operativa, rinnovando gli sforzi offensivi e occupando parte del centro abitato di Robotyne, ormai completamente raso al suolo e difeso dalla 141ª Brigata fanteria ucraina, alla fine del mese. Dopo mesi di combattimenti, alla fine di maggio la divisione ha riconquistato il resto del villaggio e le alture ai suoi margini settentrionali. A giugno il 78º Reggimento della divisione, precedentemente in riserva nell'area di Bachmut, è stato schierato al fronte nella regione di Charkiv per supportare le forze russe nella battaglia per Vovčans'k.
Ad agosto 2024 il 1434º Reggimento "Akhmat-Cecenia" è stato trasferito nell'oblast' di Kursk per contrastare l'offensiva ucraina in territorio russo, subendo numerose perdite ad opera del 225º Battaglione d'assalto. Nel marzo 2025 la divisione è stata rinforzata da un ulteriore reggimento costituito in Cecenia, il 270º Reggimento fucilieri motorizzato "Akhmat-Caucaso". Il 9 maggio il comandante del battaglione corazzato del 1430º Reggimento subordinato alla divisione, tenente colonnello Sergej Serditov, è stato ucciso da un drone ucraino.

## Struttura
- Comando di divisione[50]
- 70º Reggimento fucilieri motorizzato delle guardie (unità militare 71718)
  - 1º Battaglione fucilieri motorizzato
  - 2º Battaglione fucilieri motorizzato
  - 3º Battaglione fucilieri motorizzato
  - Battaglione corazzato (T-72B3)
  - Battaglione artiglieria semovente (2S19 Msta-S)
  - Battaglione artiglieria missilistica contraerei (2K22 Tunguska)
  - Unità di supporto
- 71º Reggimento fucilieri motorizzato delle guardie (unità militare 16544)
  - 1º Battaglione fucilieri motorizzato
  - 2º Battaglione fucilieri motorizzato
  - 3º Battaglione fucilieri motorizzato
  - Battaglione corazzato (T-72B3)
  - Battaglione artiglieria semovente (2S19 Msta-S)
  - Battaglione artiglieria missilistica contraerei (2K22 Tunguska)
  - Unità di supporto
- 78º Reggimento fucilieri motorizzato "A. A. Kadyrov" (unità militare 77192)
  - Battaglione "Vostok-Akhmat"
  - Battaglione "Zapad-Akhmat"
  - Battaglione "Jug-Akhmat"
- 291º Reggimento fucilieri motorizzato delle guardie (unità militare 65384)
  - 1º Battaglione fucilieri motorizzato
  - 2º Battaglione fucilieri motorizzato
  - 3º Battaglione fucilieri motorizzato
  - Battaglione artiglieria semovente (2S1 Gvozdika)
  - Battaglione artiglieria missilistica contraerei (ZU-23)
  - Unità di supporto
- 50º Reggimento artiglieria semovente delle guardie (unità militare 53185)
  - 1º Battaglione artiglieria semovente (2S19 Msta-S)
  - 2º Battaglione artiglieria semovente (2S19 Msta-S)
  - Battaglione artiglieria lanciarazzi (BM-21 Grad)
  - Unità di supporto
- 150º Battaglione artiglieria controcarri (MT-12 Rapira) (unità militare 24566)
- 245º Battaglione missilistico contraereo (Tor-M2) (unità militare 81510)
- 378º Battaglione comunicazioni (unità militare 93987)
- 417º Battaglione ricognizione (unità militare 13242)
- 539º Battaglione genio (unità militare 33952)
- 474º Battaglione logistico (unità militare 43108)
- 106º Battaglione medico (unità militare 73615)
- Compagnia comando
- Compagnia guerra elettronica
- Compagnia UAV
- Compagnia difesa NBC

## Comandanti

### Unione Sovietica
- Colonnello Ivan Ivanov (1940-1941) †
- Colonnello Sergej Roginskij (1941-1942)
- Colonnello Pavel Artjušenko (1942)
- Maggior generale Ivan Antjufeev (1942)
- Maggior generale Pëtr Koševoj (1942-1943)
- Maggior generale Pëtr Sakseev (1943-1944)
- Colonnello Georgij Kolesnikov (1944)
- Maggior generale Jakov Erëmenko (1944)
- Colonnello Pëtr Domračev (1944-1945)
- Maggior generale Pëtr Lebčenko (1957-1965)
- Maggior generale Aleksandr Loboda (1965-1970)
- Maggior generale Dmitrij Leonov (1970-1975)
- Maggior generale Marat Ivanov (1978-1985)
- Colonnello Aleksandr Toršin (1985-1987)

### Federazione Russa
- Maggior generale Arkadij Bachin (2000)
- Maggior generale Vladimir Čirkin (2000-2001)
- Maggior generale Oleg Makarevič (2002-2004)
- Maggior generale Sergej Surovikin (2004-2005)
- Colonnello Sergej Minenkov (2005-2008)
- Maggior generale Roman Demurčiev (2022-2024)[51]
- Colonnello Eduard Šandura (2024-in carica)[52]